# 16.º Regimiento Aéreo de Comunicaciones
El 16° Regimiento Aéreo de Comunicaciones (16. Luft-Nachrichten-Regiment) fue una unidad de la Luftwaffe durante el Tercer Reich.

## Historia
Fue formado el 1 de octubre de 1935 en Kiel, a partir del VI Comando del Distrito Aéreo con la 5.ª Escuadra (Ers.)/16.° Regimiento Aéreo de Comunicaciones en Kiel. La formación planificada del Estado Mayor, Estado Mayor/I Grupo, Estado Mayor/II Grupo, 1.ª Escuadra, 2.ª Escuadra, 3.ª Escuadra, 4.ª Escuadra, 6.ª Escuadra, 7.ª Escuadra, 8.ª Escuadra/16.° Regimiento Aéreo de Comunicaciones nunca se llevó a cabo. El 1 de julio de 1938, la 5.ª Escuadra/16.° Regimiento Aéreo de Comunicaciones fue reasignada a la 6.ª Escuadra/11.° Regimiento Aéreo de Comunicaciones.

## Servicios
- 1 de octubre de 1935 – 4 de febrero de 1938: bajo el VI Comando del Distrito Militar.
- 4 de febrero de 1938 – 1 de julio de 1938: bajo el Comando de la Fuerza Aérea Marítima.